# Штефан Леманн
Штефан Леманн (нім. Stephan Lehmann; нар. 15 серпня 1963, Шаффгаузен) — колишній швейцарський футболіст, що грав на позиції воротаря. По завершенні ігрової кар'єри — футбольний тренер.
Виступав, зокрема, за клуб «Сьйон», в якому провів дев'ять сезонів і став чотириразовим чемпіоном та дворазовим володарем кубка Швейцарії, а також національну збірну Швейцарії, з якою був учасником чемпіонату світу та Європи..

## Клубна кар'єра
У дорослому футболі дебютував 1983 року виступами за команду «Шаффгаузен» з рідного міста, в якій провів один сезон, після чого перейшов в «Вінтертур», де провів наступні два сезони.
1986 року Леманн став гравцем західнонімецького «Фрайбурга» з Другої Бундесліги, проте закріпитися в основі німецької команди швейцарський воротар не зумів, програвши конкуренцію Зігфріду Грюнінгеру, через що зігравши лише 5 матчів в чемпіонаті у сезоні 1986/87, Штефан повернувся назад в «Шаффгаузен», де провів наступний сезон.
Своєю грою за останню команду привернув увагу представників тренерського штабу клубу «Сьйон», до складу якого приєднався влітку 1988 року, де відразу став основним воротарем. У сезоні 1990/91 Леманн досяг свого першого великого успіху в кар'єрі, здобувши з командою друге місце в чемпіонаті Швейцарії і вигравши національний кубок завдяки перемозі 3:2 у фіналі над «Янг Бойзом». У сезоні 1991/92 Леманн допоміг «Сьйону» виграти перший в історії клубу чемпіонат Швейцарії. Наступним успішним для Штефана став сезон 1994/95, в якому «Сьйон» в черговий раз виграв вітчизняний кубок, а в наступні два роки зміг захистити трофей. При цьому у 1997 році клуб також вдруге в історії виграв національний чемпіонат, здобувши «золотий дубль». Загалом Леманн відіграв за команду зі Сьйона дев'ять сезонів своєї ігрової кар'єри, провівши за цей час понад 300 матчів в національному чемпіонаті.
Завершив професійну ігрову кар'єру у клубі «Люцерн», за команду якого виступав протягом 1997—1999 років.

## Виступи за збірну
21 червня 1989 року дебютував в офіційних матчах у складі національної збірної Швейцарії в товариській грі проти збірної Бразилії, замінивши в перерві Мартіна Бруннера.
У складі збірної був учасником чемпіонату світу 1994 року у США та чемпіонату Європи 1996 року в Англії, проте на обох турнірах був дублером Марко Пасколо, тому на поле не виходив.
Протягом кар'єри у національній команді, яка тривала 9 років, провів у формі головної команди країни лише 14 матчів.

## Кар'єра тренера
Розпочав тренерську кар'єру відразу ж по завершенні кар'єри гравця, 1999 року, залишившись у «Люцерні», де став працювати тренером воротарів. Паралельно став працювати тренером воротарів і у молодіжній збірній Швейцарії.
В подальшому був тренером воротарів низки швейцарських клубів, а також ліхтенштейнського «Вадуца» та німецького «Карл Цейса».

## Титули і досягнення
- Чемпіон Швейцарії (2):

«Сьйон»: 1991–92, 1996–97
- Володар Кубка Швейцарії (4):

«Сьйон»: 1990–91, 1994–95, 1995–96, 1996–97